# Go Your Own Way
Go Your Own Way è una canzone del gruppo anglo-americano Fleetwood Mac, pubblicata come singolo nel gennaio del 1977 per promuovere l'album Rumours.

## Composizione
Scritta da Lindsey Buckingham, Go Your Own Way si presenta come una classica canzone rock con movimentati giri armonici di chitarra e ritmi di batteria. Il testo riflette il complicato rapporto che Buckingham e la sua collega dei Fleetwood Mac Stevie Nicks stavano avendo in quel momento.

## Storia
Go Your Own Way è considerata forse come la canzone più nota della band e anche la più apprezzata a livello commerciale: toccò infatti il decimo posto della Billboard Hot 100, diventando la hit della top ten del gruppo e il primo nei Paesi Bassi. Lo stesso non si poté dire in Inghilterra, dove nei primi tempi non fu un successo, almeno a livello di vendite, piazzandosi solamente al numero trentotto, ma divenne ugualmente nota grazie anche a numerose pubblicità radiofoniche, che l'hanno gradualmente rilanciata fino a fargli vendere nel corso di circa un anno 200 000 copie.

## Apparizioni
- Rumours (1977)
- Live (1980)
- Greatest Hits (1988)
- 25 Years - The Chain (1992)
- Casino (1995)
- The Dance (live) (1997)
- Forrest Gump Special Collector's Edition (2001) (colonna sonora)
- The Very Best of Fleetwood Mac (2002)

## Riconoscimenti
- Nel 1997 Go Your Own Way è stata inserita nella Rock and Roll Hall of Fame's 500 Songs that Shaped Rock and Roll;
- Nel 2004 il pezzo fu collocato alla posizione numero 120 della lista delle 500 migliori canzoni di tutti i tempi, redatta dalla rivista inglese Rolling Stone.

## Cover
- NOFX con Greg Graffin– S&M Airlines (1989)
- Vomit Launch – Boltcutters & Beer (1991)
- Seaweed – "Clerks" Soundtrack (1994)
- The Cranberries – Legacy: a Tribute to Fleetwood Mac's Rumours (1998)
- Jellyfish – Fan Club (2002)
- Jennifer Brown – Home (2003)
- Wilson Phillips – California (2004)
- Biffy Clyro – Glitter and Trauma DVD (2004)
- Carrie Underwood e Lindsey Buckingham – Fashion Rocks (2007)
- Boy George – (2007)
- Kate Ceberano – Nine Lime Avenue (2007)
- Faye Hamlin – Swedish MQ commercial (2009)
- Silverstein – A Shipwreck in the Sand [disponibile solo su iTunes] (2009)
- Gloriana – Fearless Tour (2009)
- Keane – BBC Radio 2 (2010)
- Jets to zurich (2010–oggi)
- Lea Michele come Rachel Berry su Glee
- Lissie – Covered Up With Flowers (2012)
- The Head and the Heart – Per la serie Undercover del The A.V. Club (2012)[7]
- Colbie Caillat – All Of You Tour (2012)
- Lykke Li (che ha fatto una cover anche di Silver Springs, pubblicata come b-side della sua versione di Go Your Own Way) – Just Tell Me That You Want Me: A Tribute to Fleetwood Mac (2012)

## Campionamenti
- Dumb and Dumber (1995)
- MC Mario – Most Wanted 2007 (2007)
- Pictureplane – Goth Star (2009)
- Karl Wolf – Go Your Own Way / una versione alternativa fatta con Reema Major (2013)

## Classifiche

### Classifiche di fine anno
| Classifica (2022) | Posizione |
| ----------------- | --------- |
| Australia         | 91        |
| Classifica (2023) | Posizione |
| Regno Unito       | 91        |